# Grad Hartneidstein
Grad Hartneidstein (nemško Burg Hartneidstein) je bil srednjeveški grad, katerega ruševine ležijo skrite v gozdu na strmem grebenu na zahodnem pobočju Golice (nemško Koralpe), nad vasjo Eitweg, približno 8 kilometrov jugovzhodno od Volšperka  (nemško Wolfsberg) v Labotski dolini na avstrijskem Koroškem.  Grad je ležal na 877 m nadmorske višine. Restavrirane ruševine gradu izhajajo iz začetka 14. stoletja.  

## Zgodovina
Grad je dal zgraditi leta 1300, kot že ime gradu pove, Hartneid iz Vivšnika (Weißenegg, Weizzenegg. Grad je bil fevd Vovbrških grofov, vendar pa so ga bratje Dietmar, Oto in Henrik z Vivšnika (Weißenegg)  že leta 1317 predali koroškemu vojvodu Henriku, da bi ga takoj znova dobili kot deželnoknežji fevd. To je bilo sporno, saj so bili Vivšniški (Weißeneggi) dejansko ministeriali Bamberških škofov, vendar tudi v nenehnem sporu. Hartneidstein je bil tudi sedež deželnega sodišča, ki so ga Vivšniški (Weißeneggi) podedovali po Vovbrških grofih. Leta 1322 je Konrad von Auffenstein, ki je bil deželni glavar Koroške, dobil deželno  sodišču v svojo last, saj je prišlo do izumrtja Vovbržanov, ki so prvotni Bamberški fevd imeli v sekundarnem fevdu.  Vivšniški (Weißeneggi) se s tem očitno niso strinjali, in so ga zato zapustili šele leta 1330, ko se je pod gradom Konrad Aufenštajnski pripravljal, da grad zavzame na silo. Konrad je nato deželno sodišče prenesel na Bamberškega škofa Werntha. Vendar je kasneje na pritožbo Vivšniških koroški vojvoda grad in deželno sodišče vrnil. Že naslednje leto 1331 pa sta ga prodala glavarju na Štajerskem Ulriku von Wallsee. Ko je Eberhard von Wallsee, v letu 1363 umrl kot zadnji iz njegove družine, je zapustil Hartneidstein svojima sorodnikoma, grofoma Hermanu in Ulriku Celjskima. Ker so tudi ti živeli v stalnem sporu z Bamberško škofijo in je bil celo Volšperk ogrožen, je koroški vojvoda izsilil, da je prišlo do sklenitve miru. Celjski grofje – Herman II. Celjski - so morali 1425 gradova Hartneidstein in Vivšnik (Weissenegg) zamenjati za bamberško posest gradu Muta in mitnice na Dravi.
Zaradi turških vpadov v 15. in 16. stoletju ta grad ni bil poškodovan, čeprav so bile ob napadu leta 1469  požgane nekatere zgradbe ob gradu, ki pa so jih kmalu obnovili. Iz Hartneidsteina je bamberški deželni sodnik obvladoval svoj urad, vendar se je proti koncu 17. stoletja preselil v veliko bolj priročni Volšperk (Wolfsberg). Grad je bil leta 1724 nazadnje na novo prekrit z novim ostrešjem in potem prepuščen propadu. Grad je ostal v lasti bamberške škofije do leta 1759 ko ga je kupila cesarica Marija Terezija. Ko sta Hartneidstein z Volšperkom leta 1825 pridobili bratje Rosthorn, je bil grad že dolgo v ruševinah. Leta 1846 je gospostvo Volšperk prevzel grof Hugo Henckel von Donnersmarck. Njegovi družinski potomci imajo še danes v lasti ruševine gradu Hartneidstein in gozdov okoli njega.